# Сент Маргерит ди Лак Масон (Квебек)
Сент Маргерит ди Лак Масон (фр. Sainte-Marguerite-du-Lac-Masson) је град у Канади у покрајини Квебек. Према резултатима пописа 2011. у граду је живело 2.740 становника.

## Становништво
Према резултатима пописа становништва из 2011. у граду је живело 2.740 становника, што је за 9,7% више у односу на попис из 2006. када је регистровано 2.498 житеља.
| 2006. | 2011. |
| ----- | ----- |
| 2.498 | 2.740 |